# اچ‌ام‌اس الچست (۱۸۰۶)
اچ‌ام‌اس الچست (۱۸۰۶) (به انگلیسی: HMS Alceste (1806)) یک کشتی است که طول آن ۱۵۲ فوت ۵ اینچ (۴۶٫۴۶ متر) می‌باشد. این کشتی در سال ۱۸۰۵ ساخته شد.